# Ossie Ocasio
Osvaldo "Ossie" Ocasio (nacido el 12 de agosto de 1955) es un exboxeador puertorriqueño que fue campeón mundial del peso crucero.
| N,º | Resultado | Registro | Rival                |      | Asalto  | Fecha      | Localidad       |
| --- | --------- | -------- | -------------------- | ---- | ------- | ---------- | --------------- |
| 37  | Derrota   | 23-13-1  | Álex García          | KOT  | 8 (10)  | 23/11/1992 | Inglewood       |
| 36  | Derrota   | 23-12-1  | Carl Williams        | PTS  | 10      | 20/8/1992  | Atlantic City   |
| 35  | Derrota   | 23-11-1  | Mike Hunter          | PTS  | 10      | 14/12/1990 | Sídney          |
| 34  | Derrota   | 23-10-1  | Jess Harding         | RET. | 8 (10)  | 3/10/1990  | Essex           |
| 33  | Derrota   | 22-10-1  | Lennox Lewis         | PTS  | 8       | 27/6/1990  | Londres         |
| 32  | Derrota   | 22-9-1   | Bruce Seldon         | PTS  | 8       | 18/5/1990  | San José        |
| 31  | Derrota   | 22-8-1   | Tyrell Biggs         | PTS  | 10      | 11/1/1990  | Atlantic City   |
| 30  | Derrota   | 22-7-1   | Ray Mercer           | PTS  | 8       | 7/12/1989  | Las Vegas       |
| 29  | Derrota   | 22-6-1   | Pierre Coetzer       | PTS  | 10      | 26/11/1998 | Johannesburgo   |
| 28  | Victoria  | 22-5-1   | Pierre Coetzer       | PTS  | 10      | 6/3/1988   | Ciudad del Cabo |
| 27  | Derrota   | 21-5-1   | Evander Holyfield    | KOT  | 11 (15) | 15/8/1987  | Saint Tropez    |
| 26  | Victoria  | 21-4-1   | Dwight Muhammad Qawi | PTS  | 10      | 15/5/1987  | Las Vegas       |
| 25  | Victoria  | 20-4-1   | Narciso Maldonado    | PTS  | 10      | 23/3/1986  | Reno            |
| 24  | Derrota   | 19-4-1   | Piet Crous           | PTS  | 15      | 1/12/1984  | Sun City        |
| 23  | Victoria  | 19-3-1   | John Odhiambho       | KOT  | 15      | 5/5/1982   | Guaynabo        |
| 22  | Victoria  | 18-3-1   | Randy Stephens       | PTS  | 15      | 20/5/1983  | Las Vegas       |
| 21  | Victoria  | 17-3-1   | Eddie Taylor         | PTS  | 15      | 15/12/1982 | Chicago         |
| 20  | Victoria  | 16-3-1   | Robbie Williams      | PTS  | 15      | 13/2/1982  | Johannesburgo   |
| 19  | Derrota   | 15-3-1   | John L. Gardner      | KO   | 10      | 17/3/1981  | Londres         |
| 18  | Victoria  | 15-2-1   | Barry Funches        | PTS  | 10      | 23/10/1980 | Nueva York      |
| 17  | Derrota   | 14-2-1   | Michael Dokes        | KOT  | 1 (10)  | 28/6/1980  | San Juan        |
| 16  | Nulo      | 14-1-1   | Michael Dokes        | PTS  | 10      | 19/4/1980  | San Juan        |
| 15  | Victoria  | 14-1     | Jack Sterling        | KOT  | 1       | 20/11/1979 | Miami           |
| 14  | Derrota   | 13-1     | Larry Holmes         | KOT  | 7 (15)  | 23/3/1979  | Las Vegas       |
| 13  | Victoria  | 13-0     | Jimmy Young          | PTS  | 10      | 27/1/1979  | San Juan        |
| 12  | Victoria  | 12-0     | Jimmy Young          | PTS  | 10      | 9/6/1978   | Las Vegas       |
| 11  | Victoria  | 11-0     | Kevin Isaac          | PTS  | 10      | 8/4/1978   | Bayamón         |
| 10  | Victoria  | 10-0     | Tom Nickson          | KO   | 4       | 12/7/1977  | Orlando         |
| 9   | Victoria  | 9-0      | Frank Schram         | KOT  | 4       | 25/6/1977  | Bayamón         |
| 8   | Victoria  | 8-0      | Clarence Morris      | KO   | 2       | 14/6/1977  | Orlando         |
| 7   | Victoria  | 7-0      | Gene Idelette        | KO   | 1       | 17/3/1977  | San Juan        |
| 6   | Victoria  | 6-0      | Ed Turner            | KO   | 2       | 12/2/1977  | Bayamón         |
| 5   | Victoria  | 5-0      | Aaron Solomon        | KO   | 1       | 16/8/1976  | San Juan        |
| 4   | Victoria  | 4-0      | Ed Turner            | PTS  | 8       | 17/7/1976  | San Juan        |
| 3   | Victoria  | 3-0      | Luis Reins           | KO   | 1       | 27/4/1976  | San Juan        |
| 2   | Victoria  | 2-0      | Rafael Guerrero      | KO   | 2       | 5/4/1976   | San Juan        |
| 1   | Victoria  | 1-0      | Lorenzo Simons       | KO   | 3       | 20/2/1976  | San Juan        |

| Notas |
| --- |
| Disputa los títulos mundiales del peso crucero de la Asociación Mundial de Boxeo (AMB) y de la Federación Mundial de Boxeo (FMB) ante Evander Holyfield (15 de agosto de 1987). |
| Pierde el título de campeón del mundo del peso crucero de la Asociación Mundial de Boxeo ante Piet Crous (1 de diciembre de 1984).                                              |
| Retiene el título de campeón del mundo del peso crucero de la Asociación Mundial de Boxeo ante John Odhiambho (5 de mayo de 1984).                                              |
| Retiene el título de campeón del mundo del peso crucero de la Asociación Mundial de Boxeo ante Randy Stephens (20 de mayo de 1983).                                             |
| Retiene el título de campeón del mundo del peso crucero de la Asociación Mundial de Boxeo ante Eddie Taylor (15 de diciembre de 1982).                                          |
| Gana el título de campeón del mundo del peso crucero de la Asociación Mundial de Boxeo ante Robbie Williams (13 de febrero de 1982).                                            |
| Disputa el campeonato mundial del peso pesado del Consejo Mundial de Boxeo (CMB) ante Larry Holmes (23 de marzo de 1979).                                                       |